# گالت، انتاریو
گالت، انتاریو (به انگلیسی: Galt, Ontario) یک منطقهٔ مسکونی در کانادا است که در انتاریو واقع شده‌است.